# Río abajo (película de 1984)
Río abajo (en inglés: On the Line) es una película española en coproducción con Estados Unidos y Australia de 1984 dirigida por José Luis Borau.

## Sinopsis
Un agente fronterizo (Scott Wilson) está decidido a detener a un delincuente norteamericano (David Carradine)que pasa material de contrabando a ilegales a través de la frontera de México.

## Reparto
- David Carradine como Bryant
- Scott Wilson como Mitch
- Victoria Abril como Engracia
- Jeff Delger como Chuck
- Paul Richardson como Jonathan
- Mitch Pileggi como Stephens
- Christopher Saylor como Rooney
- David Estuardo (David Povall) como Pimp
- Anne Galvin como Rita

## Producción
Historias de los personajes que viven alrededor de la frontera de Méjico con Texas. Guardias de frontera, emigrantes, prostitutas.
Todo lo que ocurre en Río abajo es totalmente real. Los personajes son inventados, pero ese grupo humano existe en la frontera entre México y Estados Unidos. Son historias sobre ese grupo de gentes que viven junto a esa raya divisoria: contrabandistas, policías, prostitutas. Un mundo que nace y vive al calor de la política artificial que crea una frontera. José Luis Borau afirmaba que no era partidario de las fronteras ni de las nacionalidades. Las fronteras sólo delimitan los intereses humanos y los egoísmos políticos. Por lo tanto, la película es un alegato contra las fronteras. La historia de Río abajo narra el choque político y cultural de unos personajes que viven a ambos lados de la frontera. Una prostituta mexicana (Victoria Abril) vive una historia de amor con un gringo (Jeff Delger) en las fronteras de entre Texas y México.